# Coin-du-Banc
Coin-du-Banc (en anglais : Corner of the Beach) est une localité du Québec située dans la ville de Percé en Gaspésie.

## Géographie
Coin-du-Banc est au sud-ouest de La Malbaie, à 7 km au nord-ouest du centre du village de Percé, à 1 km au nord de Cannes-de-Roches et près de l'embouchure de la rivière du Portage.
Elle est au sud du banc de sable qui délimite le barachois de La Malbaie.
Longue de 5 km, la plage de Coin-du-Banc est un mélange de sable blond et de galets.
De Coin-du-Banc se profilent à l'horizon des collines pouvant dépasser 300 m.
La localité est accessible via la route 132.
Contournant le village de Percé, la route Lemieux relie Coin-du-Banc à L'Anse-à-Beaufils.

## Toponyme
Selon la Commission de toponymie du Québec, « L'angle assez aigu que dessine la côte juste au sud de ce banc sablonneux aurait motivé le choix de ce toponyme descriptif. »

## Histoire
Au XIXe siècle, le lieu a commencé à attirer des pêcheurs et agriculteurs, surtout anglophones.
La famille Mabe, des gens d’affaires actifs dans la transformation du homard et la construction navale, a joué un rôle économique majeur à Coin-du-Banc.
L'église anglicane St. Luke, construite en 1891, a été désacralisée en 2013 et accueille depuis la Corner of the Beach Historical Society qui y présente des expositions et des concerts.
Au XXe siècle, le lieu a commencé à attirer les touristes. Aujourd'hui, est active une auberge nommée Camp de Base. L'auberge était la demeure de la famille Mabe, à laquelle a été annexée une autre maison, celle de Sidney Maloney au début des années 1970.

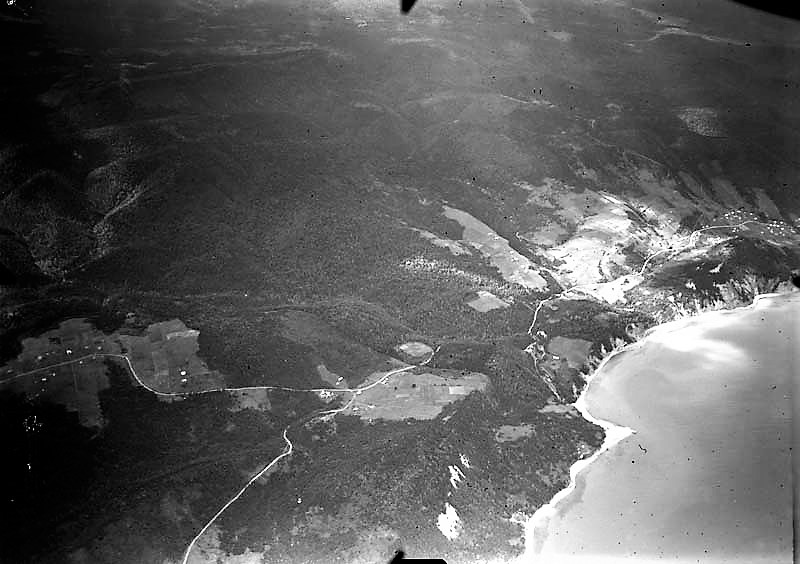
Vue aérienne
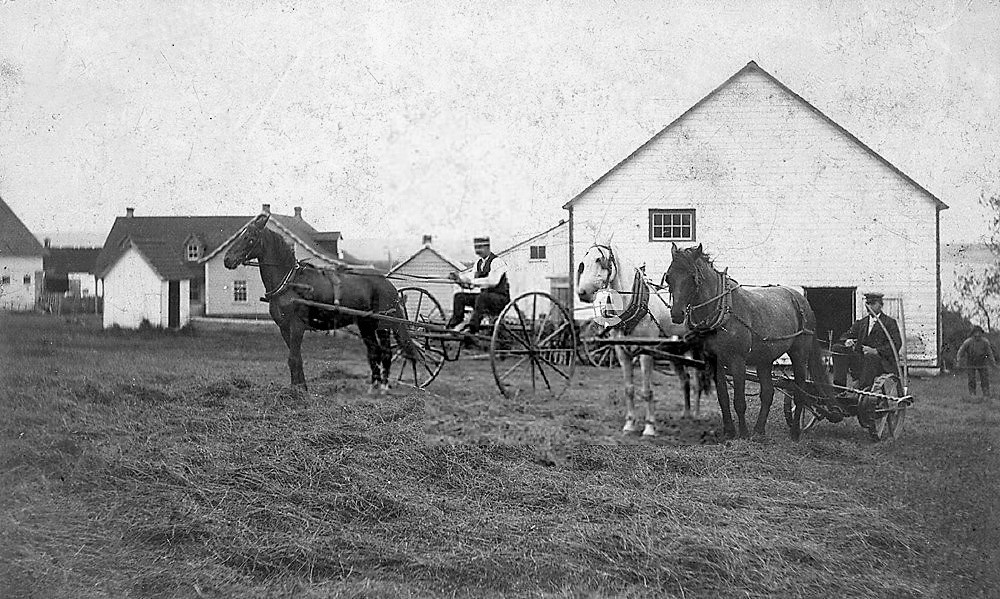
Terre des Mabe
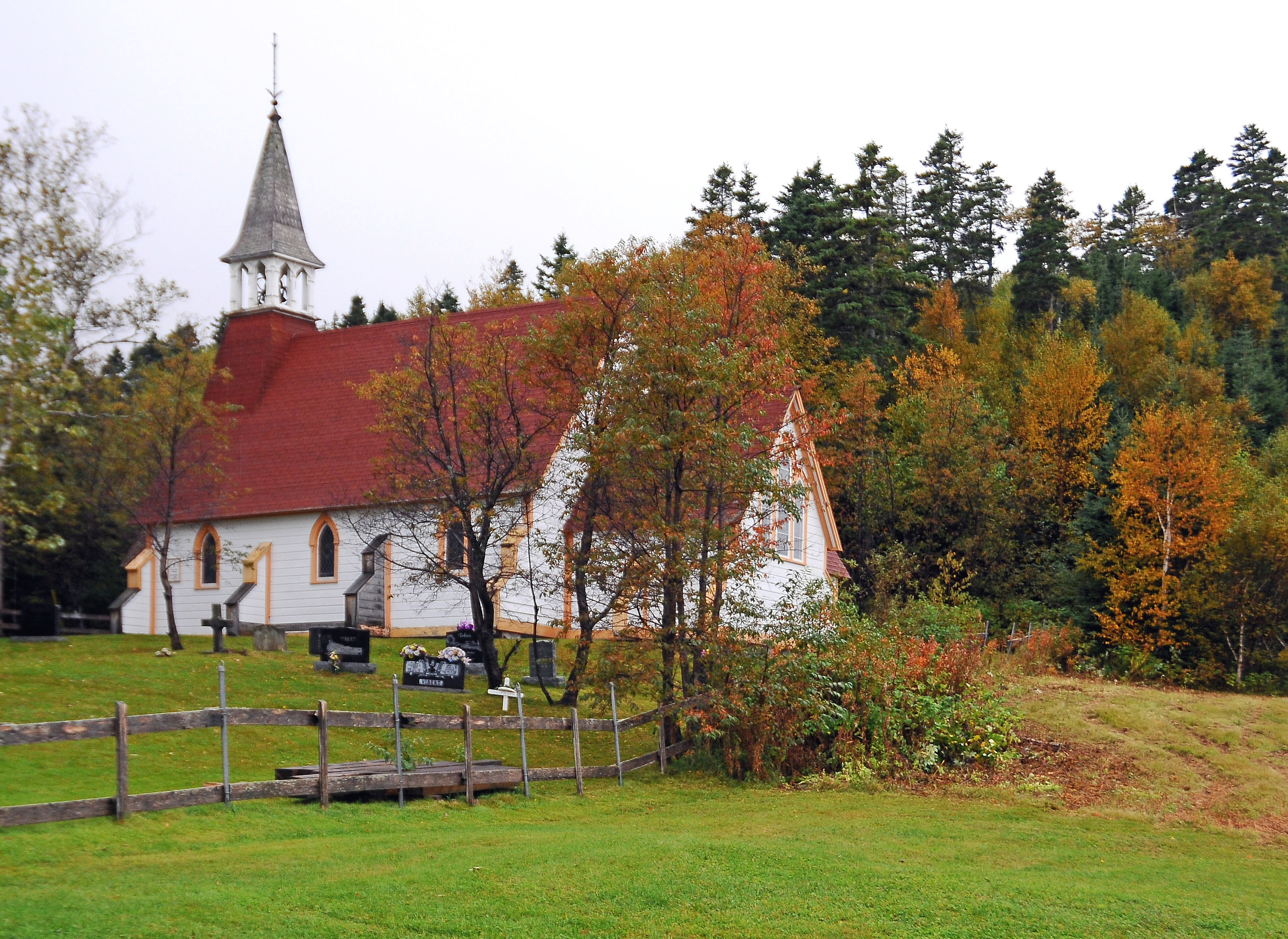
Église St. Luke
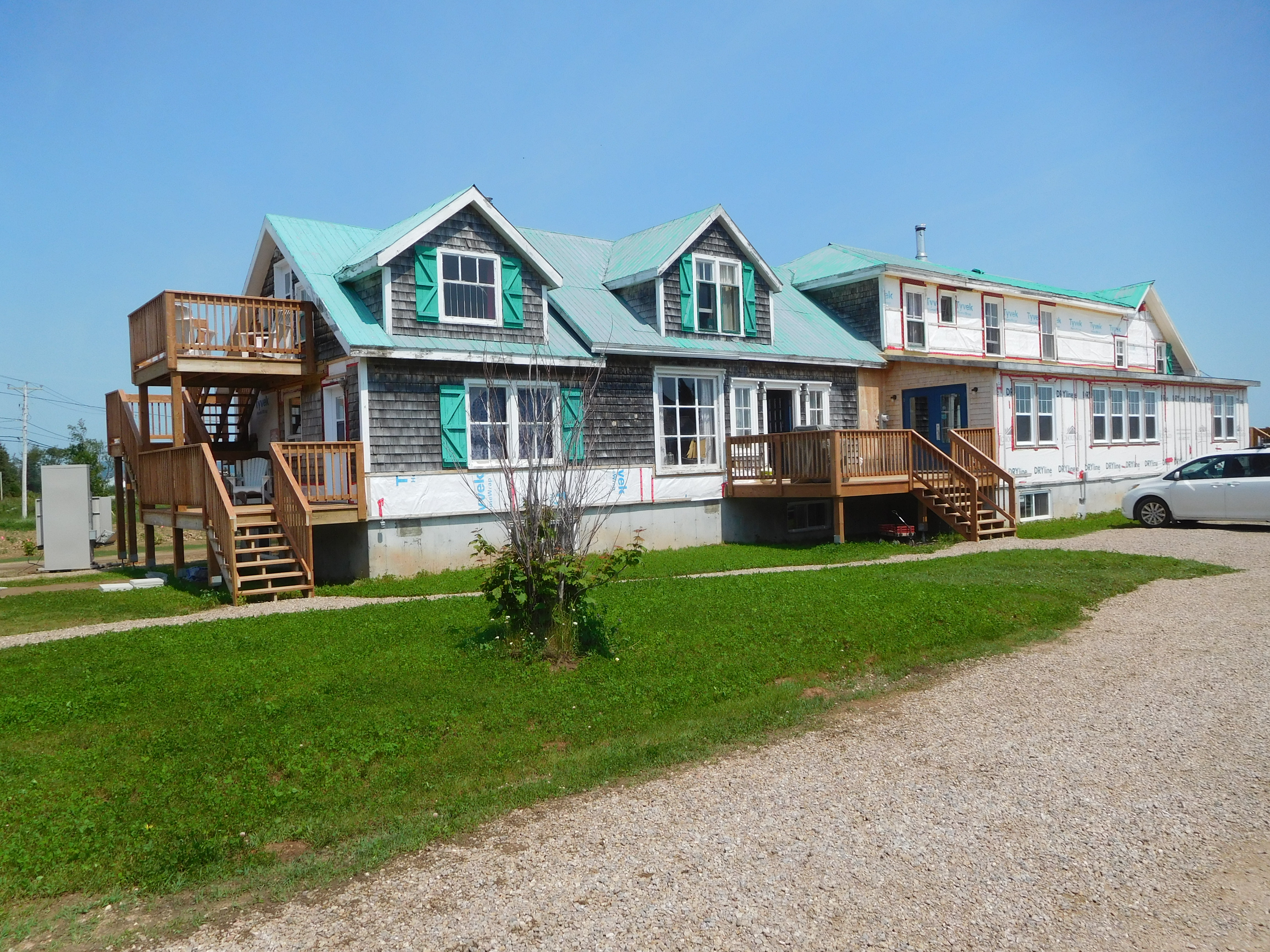
Camp de Base